# Koło (Landgemeinde)
Die gmina wiejska Koło ['kɔwɔ] ist eine selbständige Landgemeinde in Polen im Powiat Koło in der Woiwodschaft Großpolen. Ihr Sitz befindet sich in der Stadt Koło (deutsch: Kolo).

## Geographie

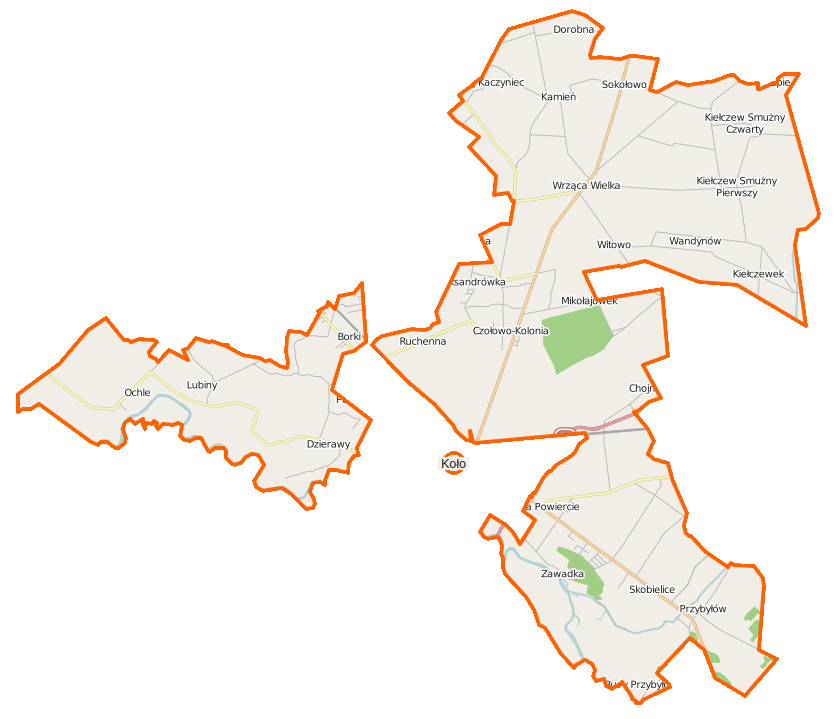
Karte der Landgemeinde

Die Landgemeinde ist in zwei Gebietsteile gegliedert. Das kleinere liegt im Westen der Stadt Koło, das größere im Norden und Osten.
Beide Gebietsteile werden von der Warthe durchzogen.

## Geschichte
1975 bis 1998 gehörte die Landgemeinde zur Woiwodschaft Konin.

## Gemeindegliederung
Die Landgemeinde Koło, zu der die Stadt Koło selbst nicht gehört, hat eine Fläche von 101,88 km², auf der (Stand: 31. Dezember 2020) 7855 Menschen leben.
Sie besteht aus 24 Schulzenämtern und 26 Ortschaften:
| Name                     | deutscher Name (1940–1945) | Name              | deutscher Name (1940–1945)                 |
| ------------------------ | -------------------------- | ----------------- | ------------------------------------------ |
| Aleksandrówka            | Alexanderhof               | Lucjanowo         | Kiefernried                                |
| Borki                    | Eckdorf                    | Mikołajówek       |                                            |
| Chojny                   | Kiefern                    | Ochle             | Kieselstädt                                |
| Czołowo                  | Sternental                 | Podlesie          | Niederwalden                               |
| Czołowo-Kolonia          |                            | Powiercie         | Arnsdorf                                   |
| Dąbrowa                  | Eichendorf                 | Powiercie-Kolonia | Neu Arnsdorf                               |
| Dzierawy                 | Weiden                     | Przybyłów         | 1940–1943 Königsbach 1943–1945 Priebelbach |
| Kaczyniec                | Blumenau                   | Ruchenna          | Sonnental                                  |
| Kamień                   | Ostenfels                  | Skobielice        | Annafeld                                   |
| Kiełczew Górny           | Oberhauern                 | Sokołowo          | Falkendorf                                 |
| Kiełczew Smużny Czwarty  |                            | Stellutyszki      |                                            |
| Kiełczew Smużny Pierwszy | Hauern                     | Wandynów          | Windau                                     |
| Leśnica                  | Waldhügel                  | Wrząca Wielka     | Sudfeld                                    |
| Lubiny                   | Liebental                  | Zawadka           | Streiten                                   |

Weitere Ortschaften und Weiler sind: Budy Przybyłowskie, Dorobna, Witowo, Wrząca Wielka-Kolonia.